# Стус Микола Миколайович
Микола Миколайович Стус (нар. 18 травня 1983, Гайворон) — український футболіст, що грав на позиції півзахисника. Відомий за виступами в низці команд першої ліги.

## Клубна кар'єра
Микола Стус розпочав виступи на футбольних полях у складі юнацької команди «Сугатин» (Сугаки) у 1998 році. У 2002 році він дебютував у складі команди першої ліги «Вінниця», проте зіграв у її складі лише 1 матч, та перейшов до складу команди другої ліги «Нафтовик» з Долини, у складі якої грав півтора року, та зіграв 42 матчі.
У 2004 році Микола Стус перейшов до іншої команди другої ліги «Бершадь» з однойменного міста. У складі команди був не лише гравцем основного складу, а й відзначався бомбардирськими здібностями, зокрема в матчі з тернопільською «Нивою» відзначився 4 забитими м'ячами. З початку сезону 2005—2006 року Стус грав у бершадській команді вже в першій лізі, проте на початку 2006 року перейшов до складу львівських «Карпат», які на той час грали в першій лізі, за півроку зіграв у складі львів'ян 8 матчів. У другій половині 2006 року футболіст грав у складі команди першої ліги «Спартак» з Івано-Франківська. На початку 2007 року Стус грав у складі команди другої ліги «Нива» з Тернополя, а в другій половині року знову грав за долинський «Нафтовик». Протягом 2008 року футболіст грав у складі команди другої ліги «Коростень». У першій половині 2009 року футболіст грав у складі команди другої ліги «Арсенал» з Білої Церкви. У 2009—2010 роках Микола Стус грав у складі аматорських команд «Хіммаш» (Коростень) і «Зоря» (Гайворон). У другій половині 2010 року футболіст перейшов до аматорської команди «УкрАгроКом», і в кінці 2011 року грав у її складі в другій лізі. У 2013—2014 роках Стус грав у складі аматорської команди «Світанок-Агросвіт», пізніше грав за аматорські клуби «Врадіївка» і «Головківка».